# 세일러스 스너그 하버

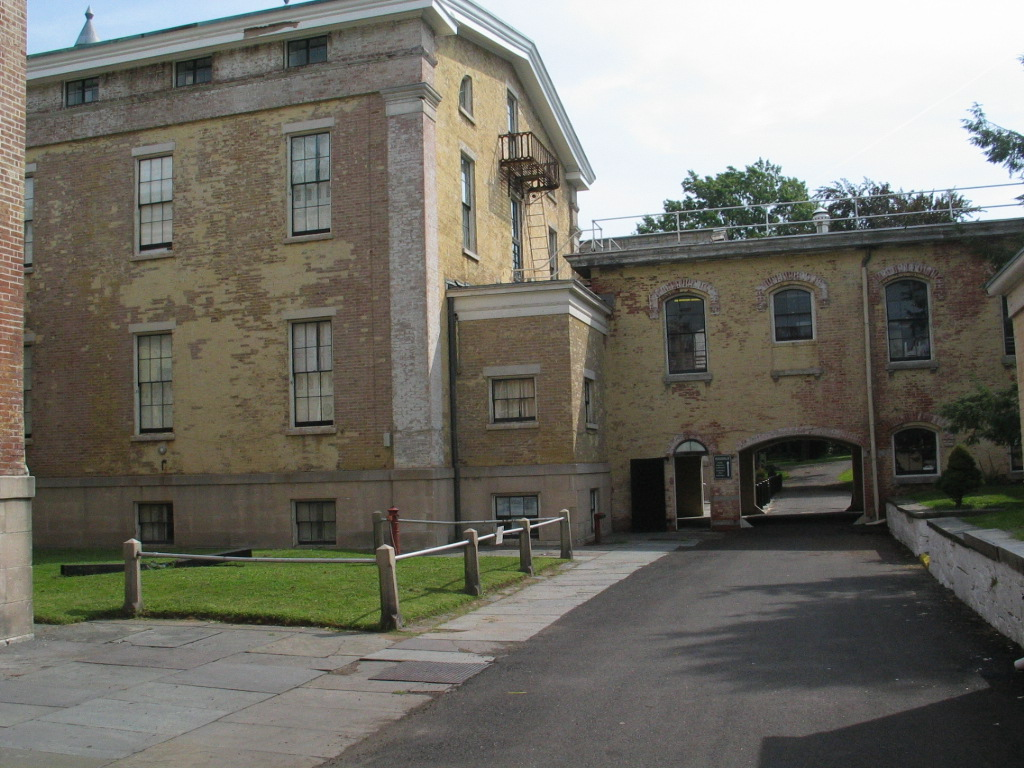
세일러스 스너그 하버

세일러스 스너그 하버(Sailors' Snug Harbor)는 뉴욕 스태튼아일랜드에 위치한 문화 센터, 박물관이다. 원래 이 곳은 1883년 은퇴원 선원들을 위해 조성된 주거지역이었으며, 이후 뉴욕에서 사들여 1976년 문화 공간으로 조성하였다. 이 곳에는 400여 석 규모의 음악 공연장, 박물관, 식물원, 공원 등 여러 시설들이 다양하게 구성되어 있다.

## 참조
1. ↑  Andrew Dolkart & Postal, Matthew A.; Guide to New York City Landmarks, 3rd Edition; New York City Landmarks Preservation Commission; John Wiley & Sons, Inc. 2004. ISBN 0-471-36900-4; p.333.